# Fraccionamiento Lomas del Rey
Fraccionamiento Lomas del Rey är en ort i Mexiko.   Den ligger i kommunen Uruapan och delstaten Michoacán de Ocampo, i den södra delen av landet, 300 km väster om huvudstaden Mexico City. Fraccionamiento Lomas del Rey ligger 1 769 meter över havet och antalet invånare är 224.
Terrängen runt Fraccionamiento Lomas del Rey är huvudsakligen kuperad, men åt sydost är den platt. Runt Fraccionamiento Lomas del Rey är det tätbefolkat, med 286 invånare per kvadratkilometer. Närmaste större samhälle är Uruapan, 3,2 km sydost om Fraccionamiento Lomas del Rey. I omgivningarna runt Fraccionamiento Lomas del Rey växer huvudsakligen savannskog.